# 국도 제15호선 (이란)
국도 제15호선(Road 15, جاده 15)은 이란령 쿠르디스탄을 관통하고 있는 이란의 일반 국도로, 이 국도는 케르만샤주 케르만샤에서 출발, 코르데스탄주의 사케즈까지 이어주는 총 연장 375 km의 거리를 가진 국도 노선이다. 그러나 중간에는 파베, 마리반, 사케즈 등을 경유하고 있는 것으로 널리 드러나고 있다.